# Heterorrhina
Heterorrhina is een geslacht van kevers uit de familie bladsprietkevers (Scarabaeidae). Het geslacht werd voor het eerst wetenschappelijk beschreven in 1842 door Westwood.

## Soorten
- Heterorrhina amoena (Hope, 1841)
- Heterorrhina barmanica Gestro, 1888
- Heterorrhina borneensis Wallace, 1867
- Heterorrhina chantrainei Devecis, 2008
- Heterorrhina chayuensis Devecis, 2008
- Heterorrhina elegans (Fabricius, 1781)
- Heterorrhina flutschi Devecis, 2008
- Heterorrhina gracilis Arrow, 1910
- Heterorrhina jingkelii Devecis, 2008
- Heterorrhina kuntzeni Schürhoff, 1933
- Heterorrhina leonardi Gestro, 1891
- Heterorrhina lumawigi Miksic, 1986
- Heterorrhina macleayi (Kirby, 1818)
- Heterorrhina micans (Guérin-Méneville, 1840)
- Heterorrhina mimula Bourgoin, 1917
- Heterorrhina minettii Antoine, 1998
- Heterorrhina nigritarsis (Hope, 1831)
- Heterorrhina obesa Janson, 1884
- Heterorrhina paupera Mohnike, 1873
- Heterorrhina planata Arrow, 1910
- Heterorrhina porphyretica Westwood, 1849
- Heterorrhina punctatissima Westwood, 1842
- Heterorrhina pyramidalis Delpont, 2009
- Heterorrhina rahimi Legrand & Chew, 2010
- Heterorrhina schadenbergi Heller, 1895
- Heterorrhina sexmaculata (Fabricius, 1801)
- Heterorrhina simillima Mohnike, 1873
- Heterorrhina simula Janson, 1907
- Heterorrhina sinuatocollis Schaum, 1849
- Heterorrhina tibialis Westwood, 1842
- Heterorrhina triangularis Delpont, 2009
- Heterorrhina versicolor Janson, 1888